# Kleinbahn Bielstein–Waldbröl 32
Der Kleinbahn Bielstein–Waldbröl 32 war ein Triebwagen, der von der Kleinbahn Bielstein–Waldbröl beschafft wurde und nach 1957 von der Deutschen Eisenbahn-Betriebsgesellschaft (DEBG) auf verschiedenen Eisenbahnstrecken vorrangig als Schlepptriebwagen verwendet wurde. Er hat ein Dienstalter von 40 Jahren erreicht und ist heute nicht mehr vorhanden.

## Geschichte
Der Triebwagen wurde von der Kleinbahn Bielstein–Waldbröl als zweiter Triebwagen nach einem Fahrzeug mit Holzgasantrieb beschafft. Damit konnte eine Trennung des Güterverkehrs vom Personenverkehr vorgenommen werden, nachdem zudem die Streckengeschwindigkeit auf 40 km/h angehoben wurde. Das brachte eine spürbare Belebung für den Personenverkehr.
Der Triebwagen trug in der Zeit vor dem Zweiten Weltkrieg die Hauptlast des Personenverkehres, bis Beschaffungsschwierigkeiten die Lieferung von Dieselkraftstoff unmöglich machten. Am 13. Februar 1945 konnte der Verkehr mit dem T 32 wieder aufgenommen werden. Der Betrieb auf der Kleinbahn Bielstein–Waldbröl dauerte bis 1954.
1957 wurde der Triebwagen von der Deutschen Eisenbahn-Betriebsgesellschaft übernommen und auf deren Stecken eingesetzt. Neben der relativ starken Motorisierung wurde der Triebwagen mit einer Sicherheitsfahrschaltung ausgerüstet und war auf Bundesbahngleisen zugelassen. Er war bei den Gesellschaften Vorwohle-Emmerthaler Eisenbahn-Gesellschaft, Bahnstrecken Bahnstrecke Wiesloch–Meckesheim/–Waldangelloch, Kandertalbahn, Krebsbachtalbahn und Achertalbahn eingesetzt. 1963 gelangte der Triebwagen mit mehreren der Strecken in den Bestand der SWEG Südwestdeutsche Landesverkehrs-AG. Seinen Dienst beendete er auf der Harmersbachtalbahn. Dort wurde der Triebwagen 1974 abgestellt und 1980 verschrottet.

## Konstruktive Merkmale
Bei dem Triebwagen besteht die Möglichkeit, die Außentüren von 750 mm lichter Weite durch zusätzlich herausklappbare Wandteile auf 1000 mm lichte Weite zu vergrößern.
Das Untergestell und der Wagenkasten war eine Görlitzer Konstruktion, die in Schweißkonstruktion in der sogenannten Spantenbauart hergestellt und außen mit 1,5 Millimeter starkem Blech verkleidet war. Die Inneneinrichtung unterteilte sich in das Fahrgastabteil (unterteiltes Raucher/Nichtraucherabteil) und die beiden Einstiegsräume mit Führerständen. Sie waren durch Trennwände und Drehtüren voneinander getrennt. Eine Toilette ist in der ursprünglichen Ausführung nicht vorhanden. Im Fahrgastraum hatten die Fenster Festverglasung und Oberlicht, bei den Einstiegstüren waren Fallfenster eingebaut. Ansonsten waren die Fenster mit Festverglasung ausgeführt. Der Fußboden bestand aus Kiefernholz, das mit Linoleum belegt war. Über Klappen im Fußboden konnte die Maschinenanlage gewartet werden.
Die Maschinenanlage war unterflur angeordnet, sie hatte eine Leistung von 2 × 130 PS und bestand aus je einem Sechszylinder-Viertakt-Dieselmotor KHD A6M417, die mit je einem Mylius-Getriebe verbunden waren. Die Lage der Motoren war etwas außermittig, sie ragten in den Fahrgastraum hinein. Diese wurden durch eine Sitzbank bedeckt. Beheizt war das Fahrzeug über eine Warmwasserheizung, die so ausgelegt war, dass das Innere des Wagens bei −20 °C Außentemperatur auf +20 °C beheizt werden konnte. Die Heizung konnte für die Vorwärmung des Motorkühlwassers auf eine Temperatur von 70 °C verwendet werden.
Später erhielt der Triebwagen eine Heizung von Webasto. Er besaß eine einlösige Bremse der Bauart Knorr, die für Beiwagenbetrieb vorgesehen war. Ursprünglich war der Triebwagen in der Triebwagenfärbung rot/beige lackiert, bei der DEBG erhielt er eine einfarbig rote Lackierung.